# Petros Berga
Petros Berga (* 24. Dezember 1967 in Addis Abeba, Äthiopien) ist ein äthiopischer römisch-katholischer Geistlicher und Apostolischer Visitator für die äthiopisch-katholischen Gläubigen des altäthiopischen Ritus (Ge’ez) in Europa.

## Leben
Petros Berga studierte am Standort Utrecht der Fakultät für katholische Theologie Tilburg und empfing 1998 das Sakrament der Priesterweihe für das Bistum Haarlem-Amsterdam.
Er war als Pfarrer in Edam tätig und gleichzeitig mit der Seelsorge an den äthiopischen Gläubigen beauftragt. Auf Grundlage einer Vereinbarung mit der Erzeparchie Addis Abeba ging er nach Äthiopien, wo er Sekretär der Bischofskonferenz wurde. Später war er als Seelsorgekoordinator der Erzeparchie tätig.
Petros Berga beteiligte sich an verschiedenen wissenschaftlichen Initiativen. Mehrfach nahm er an internationalen Konferenzen teil. Außerdem verfasste er eine Reihe wissenschaftlicher Publikationen zu äthiopischem Mönchtum, äthiopischer Ikonographie, Spiritualität und Musik.
Am 7. Januar 2020 ernannte ihn Papst Franziskus zum Apostolischen Visitator für die äthiopisch-katholischen Gläubigen in Europa.